# Континентальний бульдог
Континентальний бульдог — це порода собак зі Швейцарії. Ця порода офіційно не визнається Міжнародною кінологічною федерацією, хоча процедура щодо визнання була розпочата 24 січня 2011. Порода визнана швейцарською організацією SKG з 5 грудня 2004.